# Робберт Схільдер
Робберт Схільдер (нід. Robbert Schilder, нар. 18 квітня 1986, Амстелвен, Нідерланди) — нідерландський футболіст, виступав на позиції захисника.
Виступав, зокрема, за клуби «Аякс», «НАК Бреда» та «Твенте», а також молодіжну збірну Нідерландів.
Володар Кубка Нідерландів. Володар Суперкубка Нідерландів. 

## Клубна кар'єра
У дорослому футболі дебютував 2005 року виступами за команду «Аякс», на контракті у якому був чотири, взявши участь у 23 матчах чемпіонату. За цей час виборов титул володаря Кубка Нідерландів, ставав володарем Суперкубка Нідерландів.
Протягом сезону 2006—2007 та 2008—2009 захищав кольори клубу «Гераклес» (Алмело), де виступав на правах оренди.
2009 року уклав контракт з клубом «НАК Бреда», у складі якого провів наступні три роки своєї кар'єри гравця. Більшість часу, проведеного у складі «НАК Бреда», був основним гравцем захисту команди, провівши 94 матчі чемпіонату та забивши 12 голів.
З 2012 року чотири сезони захищав кольори клубу «Твенте». Граючи у складі «Твенте» також здебільшого виходив на поле в основному складі команди. У сезоні 2013—2014 також викликався до резервної команди «Йонг Твенте».
2016 року перейшов до складу «Камбюра», де став капітаном команди.
До складу клубу АФК приєднався 2019 року. Завершив кар'єру в 2022 році.

## Виступи за збірну
2007 року залучався до складу молодіжної збірної Нідерландів. На молодіжному рівні зіграв у 7 офіційних матчах. У складі команди виграв молодіжний чемпіонат Європи.

## Титули і досягнення
- Володар Кубка Нідерландів (1):

«Аякс»: 2005—2006
- Володар Суперкубка Нідерландів (1):

«Аякс»: 2006